# Grand Prix moto de Saint-Marin 2019
Le  Grand Prix moto de Saint-Marin 2019 est la 13e manche du championnat du monde de vitesse moto 2019. 
Cette 22e édition du Grand Prix moto de Saint-Marin s'est déroulée du 13 au 15 septembre sur le Misano World Circuit Marco Simoncelli.